# Paraponerinae
O termo tocandira é a designação comum às formigas da subfamília dos poneríneos, exclusivamente carnívoras, caracterizadas pelo grande tamanho e pela presença de fortes ferrões. Também são conhecidas pelos nomes de formiga-aguilhoada, formiga-de-febre, formiga-de-quatro-picadas, formigão, formigão-preto, saracutinga, tapi, tapiaí, tapicuim, tapií, tocainará, tocanairá, tocandera, tocanera, tocanguira, tocanquibira, tocanteira, tocantera, tracutinga, tracuxinga, tucanairá, tucandeira, tucandira e vinte-e-quatro.
Paraponera clavata, conhecida popularmente como formiga-bala ou tocandira, é uma espécie de formiga encontrada nas florestas tropicais da América do Sul e da América Central. A espécie habita regiões de baixa altitude, do sul da Bolívia ao norte da América Central, em áreas com alta pluviosidade ao longo do ano.
Os indivíduos podem atingir até 2,5 centímetros de comprimento, sendo uma das maiores formigas do mundo. A espécie é conhecida pela ferroada extremamente dolorosa, considerada uma das mais intensas entre os insetos. A dor intensa de sua picada foi amplamente estudada e descrita por pesquisadores como Justin O. Schmidt.
Em termos de classificação taxonômica, Paraponera clavata é o único membro vivo da subfamília Paraponerinae. Durante anos, foi erroneamente classificada entre os ectatomíneos, mas estudos moleculares recentes demonstraram que a espécie está mais relacionada à subfamília Ponerinae.
As colônias são fundadas por uma única rainha e podem conter de 2.000 a 3.000 operárias. Os ninhos geralmente são construídos na base de grandes árvores, embora o forrageamento ocorra majoritariamente no dossel da floresta. As formigas operárias apresentam variação de tamanho, sendo que as maiores são responsáveis pela defesa do ninho e as menores cuidam da criação. São formigas territoriais, com registros de combates letais entre colônias vizinhas.
Paraponera clavata utiliza tanto trilhas de feromônios quanto orientação visual para se locomover e localizar presas, sendo capaz de forragear mesmo sob baixa luminosidade. Sua defesa contra predadores inclui uma ferroada poderosa e a liberação de compostos químicos de odor forte.
A ferroada da tocandira também é utilizada em rituais de iniciação masculina por povos indígenas da Amazônia, como parte de práticas tradicionais.
Paraponera clavata é considerada uma espécie emblemática das florestas tropicais neotropicais, representando um modelo importante para o estudo da evolução social em formigas.

## Espécies
- Paraponera clavata (Fabricius, 1775)
- †Paraponera dieteri Baroni Urbani, 1994

## Referência
1. 1 2  Breed, M.D. (2021). Paraponera clavata. In: Starr, C.K. (ed.) The Encyclopedia of Social Insects. Springer, pp. 142–146.